# پیاده‌روی به‌یادماندنی (رمان)
«پیاده‌روی به‌یادماندنی» (انگلیسی: A Walk to Remember) یک کتاب از نیکلاس اسپارکس است که توسط اشت بوک گروپ منتشر شد. در سال ۲۰۰۲ یک اقتباس سینمایی تحت همین عنوان نیز با بازی شین وست و مندی مور از این اثر ساخته شد. 
لندن کارتر جوان جاه طلبیست که در شهری کوچک در ایالت ویرجنیا به همراه مادرش زندگی می کند، در مدرسه قرار می شود برای جشن مدرسه نمایشی را جمعی از شاگردان آن بازی کنند که از قضا لندن به همراه دختر کشیش آن شهر جیمی سالیوان نقشی را در مقابل هم دارند و مجبور می شوند به یکدیگر به تمرین نمایش بپردازند. جیمی دختری نسبتاً مذهبی و پایبند به اخلاقیات است و به همین منظور زیاد مورد توجه لندن قرار نمی‌گیرد، اما رفته رفته رابطه آنها به عشق تبدیل شده و سرنوست آن ها به هم گره می خورد .....